# Distrito de Sárvár
El distrito de Sárvár (húngaro: Sárvári járás) es un distrito húngaro perteneciente al condado de Vas.
En 2013 tiene 38 862 habitantes. Su capital es Sárvár.

## Municipios
El distrito tiene 2 ciudades (en negrita) y 40 pueblos.
Ciudades
- Sárvár
- Répcelak

Pueblos
- Bejcgyertyános
- Bögöt
- Bögöte
- Bő
- Chernelházadamonya
- Csánig
- Csénye
- Gérce
- Gór
- Hegyfalu
- Hosszúpereszteg
- Ikervár
- Jákfa
- Káld
- Kenéz
- Meggyeskovácsi
- Megyehíd
- Mesterháza
- Nagygeresd
- Nemesládony
- Nick
- Nyőgér
- Ölbő
- Pecöl
- Porpác
- Pósfa
- Rábapaty
- Répceszentgyörgy
- Sajtoskál
- Simaság
- Sitke
- Sótony
- Szeleste
- Tompaládony
- Uraiújfalu
- Vasegerszeg
- Vashosszúfalu
- Vámoscsalád
- Vásárosmiske
- Zsédeny